# Alexandr Andrejevič Archangelskij
Alexandr Andrejevič Archangelskij (rusky Алекса́ндр Андре́евич Арха́нгельский; 11. říjnajul./ 23. října 1846greg., ves Staroje Tězikovo v Narovčatském ujezdu Penzenské gubernie – 16. listopadu 1924, Praha) byl ruský sborový dirigent, sbormistr a hudební skladatel. V roce 1921 obdržel titul zasloužilého umělce RSFSR.

## Život a hudební činnost

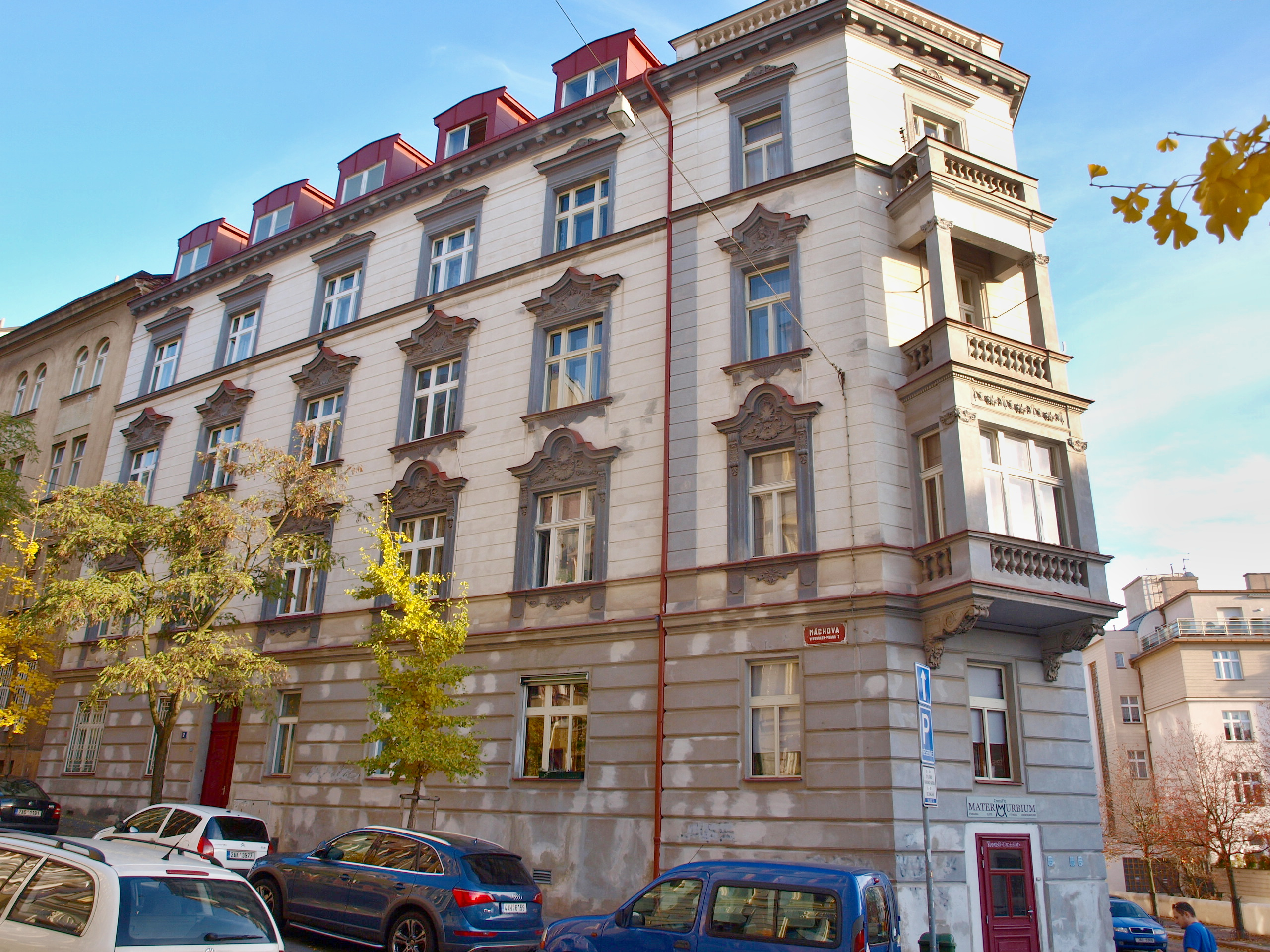
Dům v Máchově ulici na Královských Vinohradech v Praze, kde Archangelskij zemřel

Archangelskij studoval na Krasnoslobodské duchovní akademii, a poté v Penzenském duchovním semináři, kde vedl archijerejský sbor.
Byl regenschorim v Penze, a později v Petrohradu. Od roku 1872 byl členem petrohradské Dvorní pěvecké kapele. Dával hodiny zpěvu v Alexandrovském lyceu. Roku 1880 v Petrohradu založil smíšený sbor se širokým repertoárem (zpracování národních písní, klasická sborová díla, skladby soudobých autorů) a vysokou uměleckou úrovní. Celkem jeho dílo čítá na 500 sborových skladeb. Jeho význam spočíval mj. také v tom, že roku 1884 zavedl ve svém sboru ženské hlasy místo dosavadní praxi chlapeckých hlasů.
V roce 1908 byl Archangelskij předsedajícím prvního sjezdu dirigentů v Moskvě.

## Konec života a smrt
Poslední dva roky svého života Archangelskij prožil v Praze, kam jej přivedla práce se studentským pěveckým sborem. Zemřel 16. listopadu 1924 ve svém bydlišti v pražském domě v Máchově ulici na Královských Vinohradech, v den plánované sborové zkoušky. 
Na domě byla později odhalena mramorová pamětní deska se skladatelovým portrétem a popiskem v češtině a ruštině.
Byl pochován nejprve v pravoslavné části Olšanských hřbitovů poblíž v té době rozestavěného chrámu Zesnutí Přesvaté Bohorodice. Poté však byly na žádost jeho příbuzných a přátel roku 1925 jeho ostatky převezeny zpět do Petrohradu, tehdy již Leningradu, kde byly uloženy k poslednímu odpočinku na Tichvinském hřbitově při lávře Alexandra Něvského. Tam spočívají dodnes.

## Památníky
- V roce 2002 bylo jméno А. А. Archangelského propůjčeno Penzenské hudební akademii.[6]
- V roce 2003 byla na budově Centra ruské sborového a vokálního umění v Penze odhalena pamětní deska — basreliéf A. A. Archangelského (autor Alexandr Chačaturjan).
- Pamětní deska z černého mramoru s česko ruským textem: „Zde bydlel a zemřel A. Archangelskij, ruský dirigent a skladatel“ byla odhalena na domě v Máchově ulici v Praze 2 Vinohradech.[7]

## Dílo

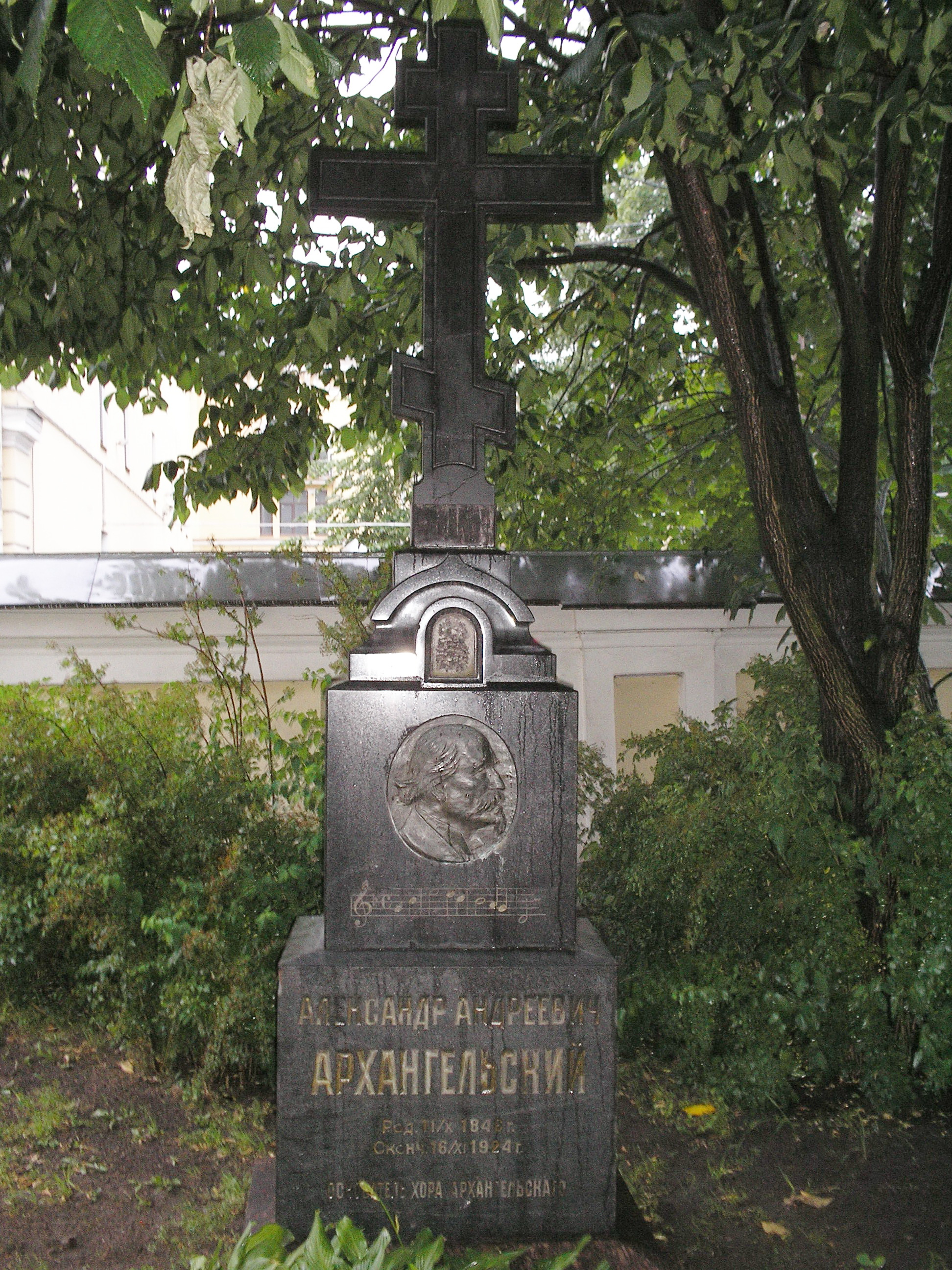
Náhrobek A. A. Archangelského na Tichvinském hřbitově v lávře Alexandra Něvského v Petrohradu

Archangelskij komponoval výhradně církevní hudbu pravoslavné liturgie.
- Op. 1: Пение Божественной литургии. 1886
- Op. 2: Всенощное бдение
- Op. 3-13: Господи, помилуй и Иже херувимы, 1888;
- Op. 14: Господи, помилуй и Ныне силы небесныя. 1889;
- Op. 15-16: Литургия св. Иоанна Златоуста (заупокойная), Панихида, 1891
- Op. 17: Пение церковных служб во дни св. Великого Пятка, Св. Пасхи и двунадесятых праздников. 1892;
- Op. 18-19: Милость мира, 1893;
- Op. 20-29: Подражание песнопениям Православной церкви (канты) для однородных голосов. 1894;
- Op. 30-33: Пение литургии св. Иоанна Златоуста в духе древних напевов Православной церкви. 1895;
- Op. 34-39: Пение всенощного бдения, 1896;
- Op. 40 vynechán
- Op. 41:Боже, во имя Твое спаси мя
- Op. 42: О, Всепетая Мати
- Op. 43: Помышляю день страшный
- Op. 44: Милость мира
- Op. 45: Иже херувимы
- Op. 46: Достойно есть
- Op. 47: Ныне отпущаеши, 1898;
- Op. 48: Бог нам прибежище и сила, Милость мира
- Op. 49: Иже херувимы
- Op. 50: Достойно есть
- Op. 51 Многая лета, 1900
- Op. 52: Пение литургии преждеосвященных Даров
- Op. 53–54 Иже херувимы, 1905
- Op. 55: Пение из литургии св. Иоанна Златоуста: Господи, помилуй и Единородный Сыне. 1905
- Op. 56: Приидите, поклонимся, Господи, спаси благочестивыя и Трисвятое
- Op. 57: Иже херувимы
- Op. 58: Верую
- Op. 59: Милость мира, 1905
- Op. 60: Достойно есть, Отче наш и Един свят, 1905
- Op. 61: С вышних призирая, Благословен Грядый, Видехом свет истинный, Да исполнятся уста наша, Буди имя Господне, 1905
- Op. 62: Внегда скорбети ми
- Op. 63: Высшую небес
- Op. 64: О пресладкий и всещедрый Иисусе
- Op. 65: На реках вавилонских
- Op. 66: Житейское море, 1905
- Op. 67: Господи, помилуй на Великой ектении, Единородный Сыне, Приидите, поклонимся, Трисвятое, Господи, помилуй, Подай, Господи. 1905
- Op. 68: Милость мира
- Op. 69: Достойно есть
- Op. 70: Хвалите Господа с небес, 1905
- Op. 71: Хвалите имя Господне. 1905
- Op. 72: Блажен муж (tenor sólo). 1909
- Op. 73: Благослови, душе моя, Господа
- Op. 74: Блажен муж
- Op. 75: Свете тихий
- Op. 76: Ныне отпущаеши, 1909
- Op. 77: Ныне отпущаеши
- Op. 78: Верую, 1911
- Op. 79: Блажен разумеваяй на нища и убога, 1913?
- Op. 80: Служба во Св. и Великую Пасху, 1915